# Brachytoma rioensis
Brachytoma rioensis é uma espécie de gastrópode do gênero Brachytoma, pertencente a família Pseudomelatomidae.